# 이지효
이지효(1984년 6월 13일 ~ )는 대한민국의 레이싱 모델이다.

## 경력
- 2007년 서울모터쇼 볼보 모델
- 2008년 넥센타이어 RV 챔피언쉽 쌍용태풍레이싱팀 모델
- 2008년 부산국제모터쇼 쌍용 레이싱카 모델
- 2009년 서울모터쇼 쌍용 모델
- 2009년 타임트라이얼 ECSTA 모델
- 2009년 CJ 오 슈퍼레이스 챔피언쉽 본부 모델
- 2010년 부산국제모터쇼 모델(쌍용자동차)
- 2012년 현대자동차 레이싱모델
- 2012년 기아자동차 레이싱모델(영암)

## 에어빙모델
- 2012년 헬로모바일 슈퍼레이스 챔피언쉽 레이싱모델
- 2013년 그리드걸 레이싱모델